# Arachniodes tripinnata
Arachniodes tripinnata là một loài thực vật có mạch trong họ Dryopteridaceae. Loài này được (Goldm.) Sledge miêu tả khoa học đầu tiên năm 1973.